# Baja (Hungría)
Baja es una ciudad (en húngaro: "város") en el condado de Bács-Kiskun, en Hungría. Es la segunda ciudad más grande del condado después de la capital del mismo, Kecskemét. Baja, a orillas del Danubio, se encuentra a unos 150 km al sur de Budapest.

## Gente de Baja
- József Balassa, filólogo.
- Karl Isidor Beck, poeta austro-húngaro.
- Péter Disztl, futbolista.
- István Türr, soldado, ingeniero y revolucionario húngaro.
- Kálmán Tóth, poeta.
- Radovan Jelašić, gobernador del Banco Nacional de Serbia.
- József Bayer, miembro de la Academia de Ciencias de Hungría.
- Jenő Ernst, miembro de la Academia de Ciencias de Hungría.
- Dénes Jánossy, miembro de la Academia de Ciencias de Hungría.
- Dezső Miskolczy, miembro de la Academia de Ciencias de Hungría.
- Emma Sándor, compositora, esposa de Zoltán Kodály.
- Ede Telcs, escultor.

## Ciudades hermanadas
Baja está hermanada con:
- Argentan, Francia
- Sombor, Serbia
- Waiblingen, Alemania
- Hódmezővásárhely, Hungría
- Târgu Mureş, Rumanía
- Sângeorgiu de Pădure, Rumanía
- Thisted, Dinamarca
- Labin, Croacia

## Pueblos cercanos
- Pörböly
- Dunafalva
- Érsekcsanád
- Gara
- Vaskút
- Csávoly
- Szeremle
- Bátmonostor
- Hercegszántó

## Clima
| Parámetros climáticos promedio de Baja | Parámetros climáticos promedio de Baja | Parámetros climáticos promedio de Baja | Parámetros climáticos promedio de Baja | Parámetros climáticos promedio de Baja | Parámetros climáticos promedio de Baja | Parámetros climáticos promedio de Baja | Parámetros climáticos promedio de Baja | Parámetros climáticos promedio de Baja | Parámetros climáticos promedio de Baja | Parámetros climáticos promedio de Baja | Parámetros climáticos promedio de Baja | Parámetros climáticos promedio de Baja | Parámetros climáticos promedio de Baja |
| Mes                                    | Ene.                                   | Feb.                                   | Mar.                                   | Abr.                                   | May.                                   | Jun.                                   | Jul.                                   | Ago.                                   | Sep.                                   | Oct.                                   | Nov.                                   | Dic.                                   | Anual                                  |
| -------------------------------------- | -------------------------------------- | -------------------------------------- | -------------------------------------- | -------------------------------------- | -------------------------------------- | -------------------------------------- | -------------------------------------- | -------------------------------------- | -------------------------------------- | -------------------------------------- | -------------------------------------- | -------------------------------------- | -------------------------------------- |
| Temp. máx. abs. (°C)                   | 18.2                                   | 21.1                                   | 25.5                                   | 35.0                                   | 36.0                                   | 39.6                                   | 46.4                                   | 40.4                                   | 37.2                                   | 29.1                                   | 27.2                                   | 20.1                                   | 46.4                                   |
| Temp. máx. media (°C)                  | 3.7                                    | 6.5                                    | 12.1                                   | 18.5                                   | 23.3                                   | 26.8                                   | 28.8                                   | 29.0                                   | 23.5                                   | 17.8                                   | 10.5                                   | 4.1                                    | 17.0                                   |
| Temp. media (°C)                       | 0.2                                    | 2.0                                    | 6.4                                    | 11.7                                   | 16.6                                   | 20.0                                   | 21.8                                   | 21.7                                   | 16.9                                   | 11.9                                   | 6.4                                    | 1.0                                    | 11.4                                   |
| Temp. mín. media (°C)                  | −3.1                                   | −2.4                                   | 0.9                                    | 5.0                                    | 9.8                                    | 13.3                                   | 14.8                                   | 14.5                                   | 10.4                                   | 6.1                                    | 2.3                                    | −1.8                                   | 5.8                                    |
| Temp. mín. abs. (°C)                   | -26.6                                  | -26.1                                  | -22.5                                  | -7.7                                   | -1.8                                   | 1.6                                    | 4.7                                    | 5.5                                    | -0.1                                   | -9.1                                   | -22.8                                  | -24.5                                  | -26.6                                  |
| Precipitación total (mm)               | 75.1                                   | 39.7                                   | 34.4                                   | 37.2                                   | 67.3                                   | 70.4                                   | 78.1                                   | 62.7                                   | 79.6                                   | 60.9                                   | 47.3                                   | 48.9                                   | 701.5                                  |
| Días de lluvias (≥ 1 mm)               | 7.3                                    | 8.2                                    | 6.8                                    | 7.8                                    | 10.5                                   | 8.9                                    | 7.7                                    | 7.2                                    | 7.8                                    | 7.4                                    | 8.9                                    | 9.2                                    | 97.7                                   |
| Fuente:                                |                                        |                                        |                                        |                                        |                                        |                                        |                                        |                                        |                                        |                                        |                                        |                                        |                                        |